# 26195 Černohlávek
26195 Černohlávek è un asteroide della fascia principale. Scoperto nel 1997, presenta un'orbita caratterizzata da un semiasse maggiore pari a 2,2196379 UA e da un'eccentricità di 0,0555112, inclinata di 4,04824° rispetto all'eclittica.